# Municipio de Pine (condado de Columbia)
El municipio de Pine (en inglés: Pine Township) es un municipio ubicado en el condado de Columbia en el estado estadounidense de Pensilvania. En el año 2000 tenía una población de 1092 habitantes y una densidad poblacional de 15,9 personas por km².

## Geografía
El municipio de Pine se encuentra ubicado en las coordenadas 41°15′01″N 76°27′29″O / 41.25028, -76.45806.

## Demografía
Según la Oficina del Censo en 2000 los ingresos medios por hogar en la localidad eran de $38 375 y los ingresos medios por familia eran de $41 750. Los hombres tenían unos ingresos medios de $30 750 frente a los $21 000 para las mujeres. La renta per cápita de la localidad era de $16 621. Alrededor del 8,3% de la población estaba por debajo del umbral de pobreza.